# Boresse-et-Martron

Boresse-et-Martron este o comună în departamentul Charente-Maritime, Franța. În 1 ianuarie 2022 avea o populație de 203 de locuitori.